# Église Notre-Dame-de-la-Visitation du Petit-Bornand
Pour les articles homonymes, voir Église Notre-Dame-de-la-Visitation.
L’église Notre-Dame-de-la-Visitation est un lieu de culte catholique situé en Haute-Savoie, sur la commune du Petit-Bornand-les-Glières. L'édifice est placé sous le patronage de la Visitation de la Vierge Marie.

## Géographie
En contrebas du CD 12, reliant Saint-Pierre-en-Faucigny à Saint-Jean-de-Sixt, l'église est « invisible » en provenance de Saint-Jean, elle laisse juste entrevoir le sommet de sa flèche en venant de Saint-Pierre à travers la cime des arbres.
L'entrée du camping communal se situe face à elle.

## Historique
Curieusement construit dans le fond de la vallée, le bâtiment actuel est bâti sur des fondations du XIIIe siècle. La plus grande partie de l'édifice date du XVIe siècle (vers 1553,) comme l'indique une inscription ré-encastrée dans la façade. L'incendie de la cure de 1668 détruisit les archives ; officiait alors le 13e curé, le Révérend Père Simon Cauly.
L'évêque de Genève, Louis de Rye (1544-1550), délègue ses fonctions épiscopales au curé de la paroisse, Guillaume Furbit (ou Furby, ou Furbitus), docteur en Sorbonne et évêque in partibus d'Alessio (en) (Lezhë), vers 1546 jusqu'à sa mort en 1550. Le prélat poursuit ces fonctions lorsque le frère, Philibert de Rye (1550-1556), succèdera à la tête de l'évêché.
En 1730, la disposition était la même qu'aujourd'hui. Le bâtiment a subi de nombreuses rénovations en 1670. Le retable fut restauré en 1804 ; 1817 et 1818 virent s'ouvrir les nefs latérales, 1842 la mise en place du Chemin de Croix. Les remaniements de 1886 firent qu'il ne reste plus grand chose de l'édifice primitif, les vitraux furent posés en 1957.
Le clocher fut abattu en 1794 sur l'ordre du conventionnel Antoine Louis Albitte, il fut reconstruit en 1880.

## Description
Selon Raymond Oursel l’histoire de l’église, à travers plusieurs réfections et restaurations, se laisse facilement reconstituer. Cet intéressant édifice est régulièrement orienté.
Le chœur est une structure gothique, antérieure au XVe siècle. Il est éclairé par deux fenêtres en lancette et, au chevet, par deux baies semblables que surmonte un oculus.
La voûte originelle, ogives  ou berceau, a été remplacée par une voute d’arêtes bombée à gros médaillon central. Ce bombement insolite conférerait plus de poids à l’hypothèse d’un voutement primitif d’ogives.
La nef était à l’origine unique, épaulée par des contreforts obliques ; des collatéraux lui ont été adjoints communiquant avec cette nef par des arcades surbaissées ; les anciens contreforts subsistent et servent  à l’heure actuelle de supports : il en résulte une curieuse impression de tassement et de déséquilibre. 
Nef et bas-côtés sont couverts de voûtes d’arêtes effilées, d’un type courant dans la montagne savoyarde soumise à l’influence piémontaise. Des doubleaux simples séparent les différents compartiments. L’éclairage est fourni par des fenêtres en plein cintre, ménagées dans des murs « goutterots » (ou gouttereaux).
La silhouette extérieure n’offre aucune originalité, si ce n’est qu’elle est rehaussée par un portail que Jacques de Savoie-Nemours, fils de Philippe de Genevois-Nemours, abbé d'Entremont, curé de Petit-Bornand fit exécuter en 1553 ainsi qu’en témoigne une inscription gravée dans un cartouche. Jacques de Savoie décéda le 27 septembre 1567.
Le portail est en plein cintre avec clef saillante et impostes moulurées, prolongées horizontalement sur toute la largeur. Il est compris dans un encadrement rectangulaire, dont l’entablement est supporté par deux-colonnes engagées, sommées d’impostes à moulures et de forts tailloirs. Les colonnes reposent sur les impostes du portail et sont prolongées par des fûts identiques que supportent enfin, au tiers de la hauteur des piédroits, de petits pilastres rectangulaires à socles et tailloirs saillants.
Au dessus du portail, une niche en plein cintre a reçu une statuette baroque de la Sainte Vierge, patronne de la paroisse.
L’intérêt de ce bâtiment est de présenter un témoignage de l’influence piémontaise par le style de certaines « moulurations prismatiques ».	
L'église est composée d'un vaisseau central élevé en quatre travées et de deux bas-côtés plus bas à trois travées inégales avec un clocher latéral à gauche du chœur. La luminosité surprend pour un édifice encaissé au bord de la rivière (le Borne).
Dès l'entrée, l'abside peinte d'une fresque réalisée par Georges Hermann en 1925 attire le regard. Elle représente saint François de Sales en visite auprès des paroissiens et les bénissant.
Les vitraux datent de 1957, la tribune qui surplombe l'entrée est éclairée d'un vitrail qui semble avoir été restauré, lui aussi, en 1957. Les vitraux sont actuellement en cours de restauration par un « Meilleur Ouvrier de France - 2004» de Saint-Pierre-en-Faucigny, Christine Charbonnel de la Miroiterie des Savoie.
La chapelle latérale de gauche possède un autel de marbre, elle est dédiée à Notre-Dame de Lourdes. Elle abrite le confessionnal en bois et une statue de Notre-Dame des Neiges, particulièrement révérée en Pays de Savoie, une chapelle lui étant consacrée sur le Plateau des Glières.
La chapelle latérale de droite possède un autel de marbre surmonté d'un tableau de 2,13 m par 1,40 m : « La déposition de Croix » ou « La mise au tombeau », copie d'un tableau de Dirck van Baburen, né près d'Utrecht vers 1595 et mort le 21 février 1624 en la même ville. Il fut élève du Caravage et fait partie de l'« École flamande Caravagesque ». L'original est conservé en l'église San Pietro in Montorio à Rome.
Cette toile fut rapportée de Rome par Claude Gaillard au XVIIIe siècle (vers 1745), enfant du pays, originaire de « Termine » (hameau de la commune de Petit-Bornand) il en fit don à la chapelle du hameau construite en 1689. Cette toile fut offerte à Claude Gaillard en reconnaissance de son dévouement, il était attaché au service d'un cardinal. Après maintes péripéties, le tableau réintégra l'église du village en 1849. Cette toile fut classée par un arrêté du 28 juillet 1904. 
Comme de nombreuses églises de montagne, l'allée centrale est dallée, de part et d'autre les travées latérales sont en parquet « grossier » encore visible aujourd'hui (ce qui permettait aux paroissiens de garder les pieds plus au chaud dans leurs « croquenots »).
Les fonts baptismaux, taillés d'une seule masse dans le granit, datent de 1553-1554. Ils virent le baptême d'Adrienne Fichet, fille du comte Jean Fichet anobli en 1594 et appartenant à la grande famille de Guillaume Fichet. François de Sales, curé de Petit-Bornand, célébra ce baptême le 30 septembre 1597. Ce même François de Sales reçut les vœux d'Adrienne Fichet en 1616 lorsqu'elle rejoignit Jeanne de Chantal chez les Visitandines, elle fut la septième religieuse de l'Ordre de la Visitation.
À droite de l'entrée se trouve la tombe de l'Abbé Jean Truffy (1909-1958) qui fut curé de Petit-Bornand de 1936 à 1958. Pendant la guerre 1939-1945, il fut un actif intermédiaire entre la population, les troupes d'occupation et le « maquis des Glières », auteur de Mémoires. Il fut déporté 15 mois à Dachau.

## Usages et coutumes de la Paroisse
En fait il n’est pas connu un grand nombre d’usages particuliers, nous pouvons lire « Je ne connois pas un grand nombre d’usages particuliers. Depuis vingt à vingt-cinq ans, le costume des personnes du sexe est presqu’entièrement changé. Autres fois il y avoit beaucoup plus de simplicité, de modestie et d’économie dans leurs habillements et surtout dans leur coëfures, qu’aujourd’hui… »
Il est à constater, suivant les notations du curé, que les hommes parmi lesquels beaucoup d’enfants de Familles, se sont mis à fréquenter les « cabarets ». Le curé d’interpeler Mgr RENDU car ces désordres impliquent un grand nombre de familles, qui autrefois  étaient aisées et même de petite fortune, ont été réduites dans un état d’indigence et de misère.
La détresse dans laquelle les Familles tombèrent, occasionnèrent de nombreuses immigrations. Les plus importantes eurent lieu en « France » (Lyon, Besançon, mais aussi à Paris).
Cependant, la vallée du Borne voit sa population augmenter : « …Parce que les garçons et les filles, dès l’âge de 19  à 20 ans pensent à se marier, et qu’il y a peu de veufs qui ne convolent à de secondes noces. ».
Le curé Jourdil (François-Louis, né à Viuz-en-Sallaz le 30 octobre 1799, ordonné le 22 décembre 1827, vicaire à Les Clefs, à Sillingy, à Morillon, curé de Petit-Bornand le 29 mai 1840, curé archiprêtre de Vaulx le 5 septembre 1848, décédé le 23 juillet 1879) se plaint, alors, qu’il n’ait pas d’offrande. Il était d’usage, dans les temps de longue pluie pendant la belle saison, de se cotiser pour acheter un veau qui se vendait le dimanche à la sortie de la Grand’messe sur la place publique ; le produit de cette vente était versé dans « le tronc des Âmes » afin d’être employé à la célébration de messes pour le soulagement des âmes du Purgatoire et ainsi d’obtenir un temps plus favorable.
Il est à noter que les « Étrangers » au village ne viennent pas en dévotion et très peu de gens  de la paroisse vont en pèlerinage dans les « paroisses étrangères ».
Les jours de noces étaient l’occasion d’agapes pour parents, amis et voisins. Le premier dimanche après le mariage, appelé « dimanche des repètails » était organisé un bal, donc il y avait « Danse ». 
L’été, après les offices, quelques jeux de quilles s’installent au « Chef-lieu ». Il est rare que l’on joue « gros jeux », en général on joue « le canon de rouge », à l’exception du 15 août et du 8 septembre. À l’occasion de la fête de la Nativité, on lit : « Ce jour-là, il y a grande affluence d’étrangers. Outre les trois cabarets ordinaires, trois ou quatre chefs de famille se font autoriser pour tenir auberge….Le jeu des quilles dure deux ou trois jours, et on expose des sommes assez fortes….Les jours de l’Assomption et de la Nativité se passent en grande partie dans la dissipation et la jeunesse se livre aux amusements et à la danse. En un mot il n’y a pas de jours dans l’année où il se commette autant de désordres et de péchés. »
Il est à remarquer que beaucoup de « pauvres » habitent la paroisse. Les familles qui sont dans l’aisance, même médiocre, renvoient peu les « pauvres » sans leur donner le morceau de pain ou quelqu’autre chose.
Le Samedi-Saint, au soir, une « troupe » de jeunes gens, voire de chefs de familles se réunissent afin d’aller, selon l’expression de la vallée du Borne, à la « Complainte ». Chaque « Bande » avait son Ménétrier : « Il y a danse dans plusieurs des maisons où l’on va ainsi demander des œufs qu’on va manger aux cabarets. Durant les « Fêtes de Pâques », Il y a danse dans certaines maisons ainsi, ces jours sont des jours de « ribotte ». »
À l’automne, des réunions étaient organisées afin de « tailler » le chanvre. Bien que ces réunions soient réservées, normalement aux femmes, s’y trouvaient, malgré tout, quelques hommes. Ces soirées étaient considérées comme dangereuses et mauvaises car elles se terminaient toujours par des danses.
Le jour de la Saint  Antoine, les chevaux et juments étaient enfermés à l’écurie, ce jour-là  les animaux étaient soignés tout particulièrement, alors on bénissait le sel et l’avoine destinés au bétail.
La « complainte ».
Claude Gay, né en 1837, au hameau des Clefs, laisse une description de cette coutume telle qu’il l’a pratiquée lui-même dans sa jeunesse : « Dans les trois à quatre premières nuits de la semaine sainte, « grande semena », il y avait une habitude qui consistait à se réunir quelques garçons, pour aller chanter devant les maisons, toute la nuit, avec accompagnement de violon ; on ramassait les œufs, « ala complenta» » (littéralement : aller à la complainte avec un grand panier). On chantait des couplets comme le suivant :
Réveille-toi peuple endormi

Sors de ton lit, prends tes habits (bis)

Apportez des œufs dans nos paniers.

S'il y a des filles à marier,

Nous vous prions de vous lever (bis)

Apportez des œufs dans nos paniers.
Alors on recevait des œufs, une demi-douzaine, une douzaine, des fois on donnait 10 sous ou 20 sous, et avec cela on faisait un diner à l’auberge ; on faisait une maîtresse omelette d’un demi-pied d’épaisseur, on vendait les œufs pour payer le vin ; souvent celui qui portait le panier faisait une maîtresse omelette en dégringolant les mamelons, la nuit, où des fois on n’y voyait rien on était obligé de prendre une lanterne » .

## Les cloches
Le clocher abrite deux cloches. La plus petite date de 1747 et a pour marraine Henriette Favrat-Vignet chanoinesse de la Cathédrale de Genève, et pour parrain Claude Gaillard. Elle fut baptisée par le Révérend Jacques-Louis Vignet.
La seconde, plus imposante (2025 poids de Genève), fut fondue en cette même ville en 1811 par François Dreffet et « Barthélémy Frères ». Elle se nomme Marie-Jeanne Claudine Euphrosine et a pour marraine Marie Euphrosine Bapney et pour parrain Jean-Claude Bussat. Elle fut baptisée par François Orsy, Recteur, et Joseph-Marie Rey, Maire.

## Galerie de photos

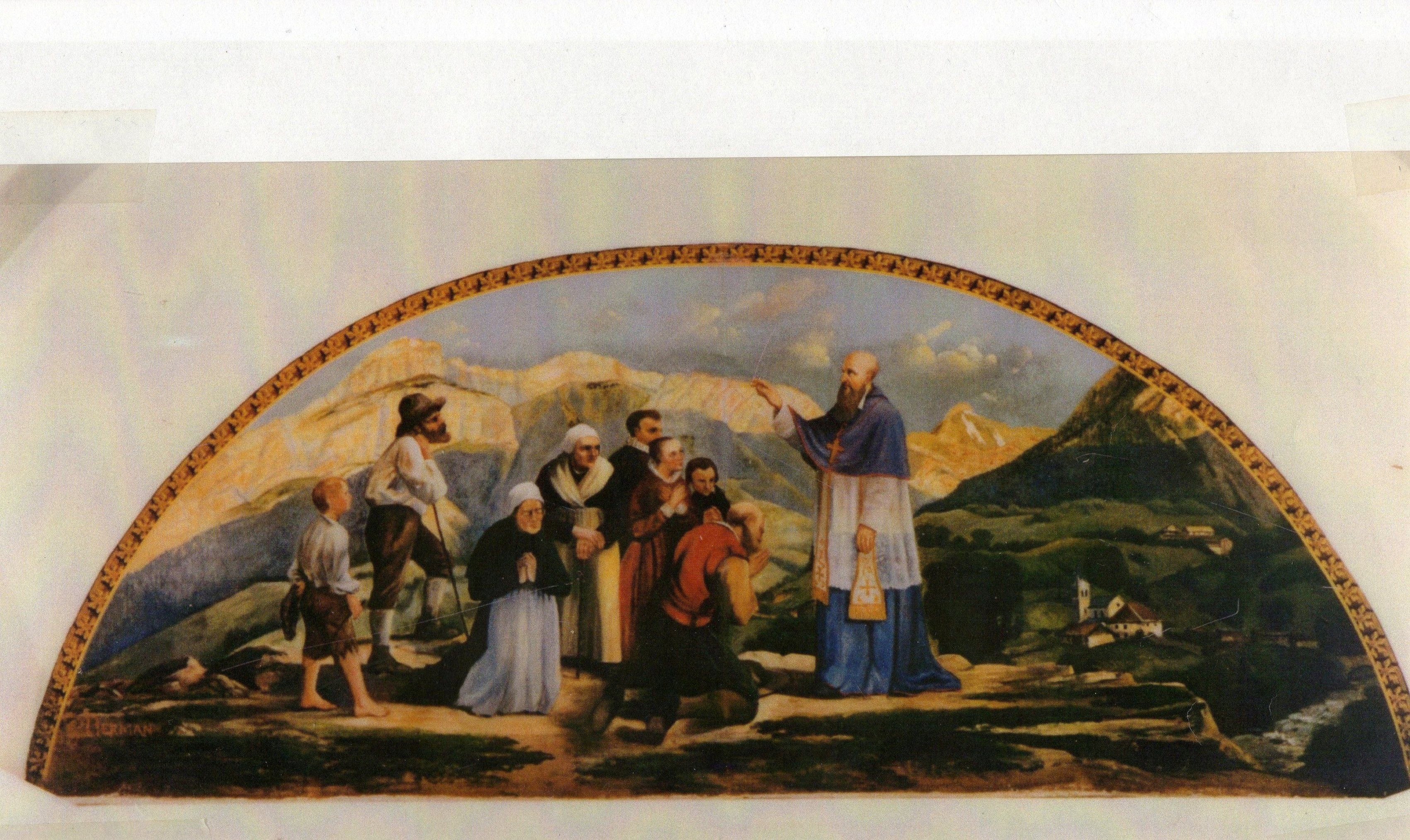
Peinture de l'Abside, G. Hermann (1925). François-de-Sales bénissant les paroissiens.
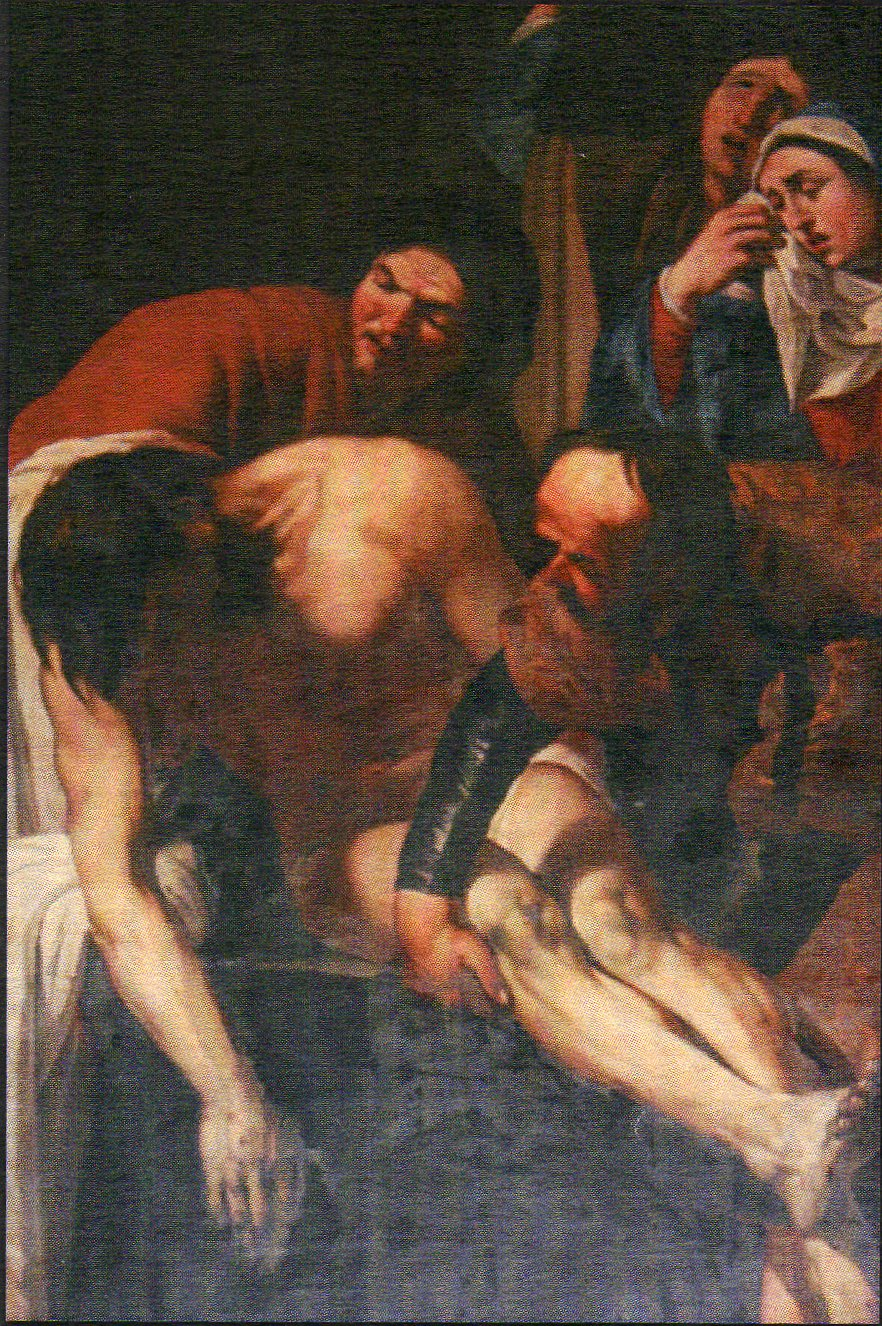
Mise au Tombeau - Dirck van Baburen, vers 1620 (copie).
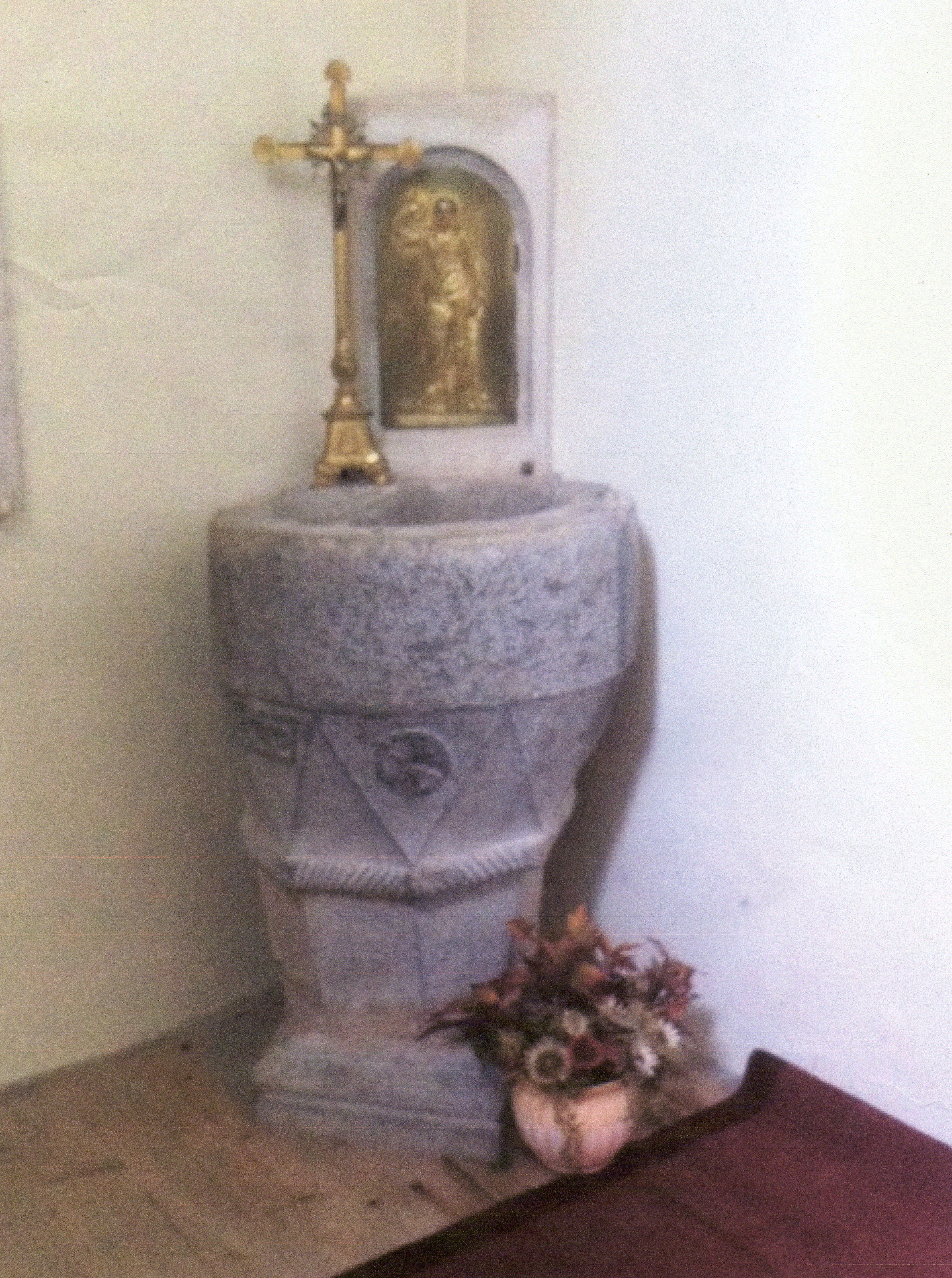
Fonts baptismaux-Bloc de granit massif datant de 1553-1554.

## Personnages afférents à l'église
- L'évêque de Genève, Louis de Rye (1544-1550), délègue ses fonctions épiscopales au curé de la paroisse, Guillaume Furbit (ou Furby, ou Furbitus), docteur en Sorbonne et évêque in partibus d'Alessio (Lezhë), vers 1546 jusqu'à sa mort en 1550[4]. Le prélat poursuit ces fonctions lorsque le frère, Philibert de Rye (1550-1556), succèdera à la tête de l'évêché[5].
- Saint François de Sales curé du 30 juin 1597 au 17 juin 1598.
- Philibert Simond curé, homme d'esprit et de grande connaissance qui s'illustra auprès de Hérault de Séchelles et qui briguera la mitre d’évêque, il finira sur l'échafaud en avril 1794.
- Antoine Louis Albitte, Conventionnel qui fit abattre le clocher en 1794.
- Abbé Jean Truffy curé du Maquis des Glières (1909-1958) - Capitaine aumônier du secteur de Glières-Croix de guerre, Médaille de la Résistance, Chevalier de la Légion d'honneur.